# المجلس الوطني الإرتري
المجلس الوطني الإرتري هو برلمان دولة اريتريا وسلطتها التشريعية وهو يتكون من 104 عضوا كلهم من الحزب الحاكم الوحيد وهو الجبهة الشعبية للديمقراطية والعدالة.